# Онук Павло Семенович
о. Павло Онук, Павло Семенович Онук (29 червня 1922, с. Старий Почаїв, Австро-Угорщина — 25 листопада 1974, Тернопільська область, Україна) — український священник, протоієрей.

## Життєпис
Закінчив гімназію в м. Кременець. Працював учителем у с. Будки (1940—1941, нині Кременецького району); на початку 1944 закінчив пастирський курс при Почаївській Свято-Успенській лаврі, рукопокладений у сан ієрея. 1955 — столяр у Почаєві, від 1956 — настоятель парафії в с. Черкавщина (нині Чортківського району). Кінець 1950-х-поч. 1970-х років — душпастир у селах Біла (нині Чортківського), Комсомольське (нині Гадинківці Гусятинського), Ласківці (нині Теребовлянського районів), м. Збараж.
На початку 1945 року заарештований органи НКДБ, засуджений на 15 років ВТТ і 5 років позбавлення громадянських прав. Звільнений 15 листопада 1955 року. Реабілітований 7 липня 1993 року.